# Viscum wightianum
Viscum wightianum är en sandelträdsväxtart som beskrevs av Wight & Arn.. Viscum wightianum ingår i släktet mistlar, och familjen sandelträdsväxter. Inga underarter finns listade i Catalogue of Life.